# Jiří Dolana
Jiří Dolana, češki hokejist, * 16. marec 1937, Hradec Králové, Češka, † 14. junij 2003, Češka.
Dolana je igral za klub HC Pardubice v češkoslovaški ligi. Za češkoslovaško reprezentanco je igral na enih olimpijskih igrah, kjer je bil dobitnik po ene bronaste medalje, ter več svetovnih prvenstvih, kjer je bil dobitnik po ene srebrne in bronaste medalje.